# Verliebter Tyrann
Verliebter Tyrann (jap. 恋する暴君, Koisuru Bōkun) ist eine Manga-Serie der japanischen Zeichnerin Hinako Takanaga. Sie lässt sich dem Boys-Love-Genre zuordnen. Die Geschichte ist ein Spin-off von zwei Nebenfiguren aus der Manga-Serie Küss mich, Student!. 2010 wurde die Serie als Anime adaptiert.

## Handlung
Der Student Tetsuhiro Morinaga ist schon seit fünf Jahren, seit der ersten Begegnung, unglücklich in seinen Vorgesetzten Soichi Tatsumi verliebt, der gerade an seiner Doktorarbeit schreibt. Soichi hasst Homosexuelle, seit er fast von seinem Assistenzprofessor vergewaltigt worden wäre, und lässt seine Launen an Morinaga aus.
Soichi besucht Morinaga bei ihm zu Hause und betrinkt sich dort. Er trinkt dort aus Versehen den scheinbaren Liebestrank, den Morinaga von einem Freund erhalten hat. Die beiden schlafen miteinander. Am nächsten Morgen ist Soichi wütend darüber und beschimpft Morinaga. Der verschwindet daraufhin für zwei Wochen, in denen Soichi jeden Tag seine Wohnung aufsucht, um mit ihm zu sprechen. Morinaga will umziehen und Soichi merkt, dass ihm Morinaga zu wichtig geworden ist, als dass er ihn wegziehen lassen könnte. Er willigt ein, ab und zu das Bett mit Morinaga zu teilen. Er braucht Zeit, um sich seine Liebe zu Morinaga eingestehen zu können.

## Veröffentlichungen
Verliebter Tyrann erscheint in Japan seit 10. Februar 2004 in Fortsetzungskapiteln im Manga-Magazin Gush des Kaiosha-Verlages, der sich auf Liebesgeschichten zwischen homosexuellen Männern spezialisiert hat. Diese Fortsetzungskapitel werden auch in 14 Sammelbänden zusammengefasst. Der neunte Band verkaufte sich in der ersten Woche etwa 30.000 mal.
Auf Deutsch erscheinen bisher 13 Bände als Verliebter Tyrann seit August 2006 bei Tokyopop in bisher 14 Bänden (Stand: Juni 2024). Eine französische Übersetzung erscheint bei Taifu Comics und eine polnische beim Verlag Kotori. Eine englische Übersetzung erschien ab 2007 bei DramaQueen, 2009 erwarb Digital Manga mit seiner Marke Juné die Rechte.

## Anime-Adaption
2010 produzierte das Studio Prime Time unter der Regie von Keiji Kawakubo eine zweiteilige Original Video Animation auf Grundlage des Mangas. Das Drehbuch schrieb Yukina Hiiro und das Charakterdesign entwarf Tomoko Hirota. Verantwortlicher Produzent war Yūki Morishita. Der erste Teil des Animes erschien am 25. Juni 2010, der zweite am 26. November. 
Synchronisation
| Rolle              | japanischer Sprecher (Seiyū) |
| ------------------ | ---------------------------- |
| Sōichi Tatsumi     | Hikaru Midorikawa            |
| Tetsuhiro Morinaga | Kōsuke Toriumi               |
| Tomoe Tatsumi      | Kōki Miyata                  |
| Mitsugu Kurokawa   | Tomokazu Sugita              |